# Franziskanerkloster Münsterberg

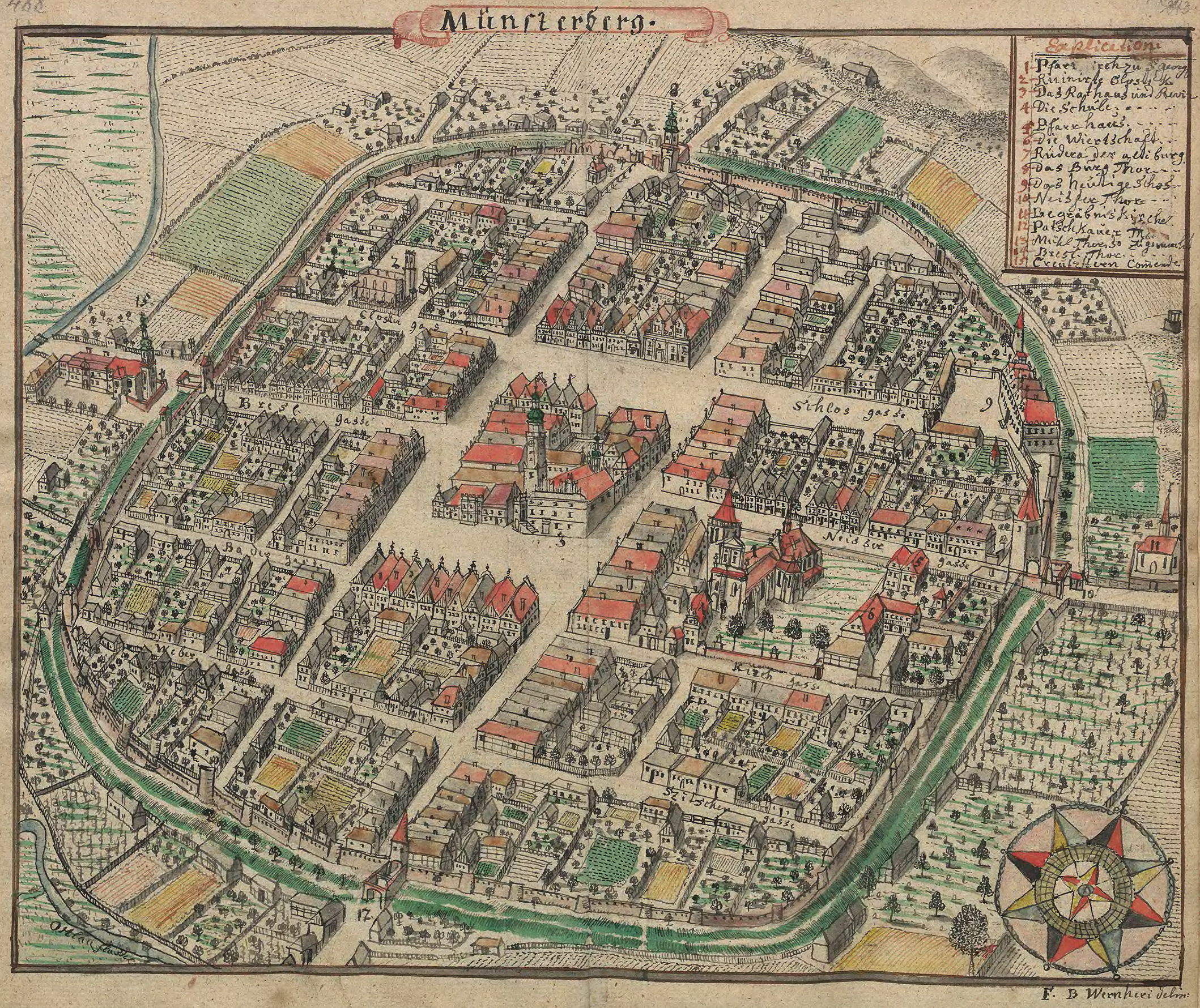
Münsterberg, um 1730, das ehemalige Kloster lag im Bereich des neuen Schlosses (hier Nr. 9), genaue Lage nicht bekannt

Das Franziskanerkloster Münsterberg war ein Kloster des Franziskanerordens (lateinisch ordo fratrum minorum, deutsch: Orden der Minderen Brüder, Ordenskürzel OFM) in Münsterberg im damaligen Herzogtum Schweidnitz bzw. ab 1321 im davon abgeteilten Herzogtum Münsterberg in Schlesien (seit 1945 polnisch Ziębice). Die Niederlassung wurde zwischen 1295 und 1300 vom Schweidnitzer Herzog Bolko I. in unmittelbarer Nähe der herrschaftlichen Burg gegründet. 1541 wurde das infolge der Reformation bereits leer stehende Klostergebäude mit der Klosterkirche der Stadt Münsterberg überlassen. Im 17. und 18. Jahrhundert machten die Minoriten der böhmischen Ordensprovinz Versuche, das Kloster wieder in ihren Besitz zu bekommen, die aber alle fehl schlugen.

## Lage
Das Kloster lag am südöstlichen Rand der Altstadt von Münsterberg in unmittelbarer Nähe der herrschaftlichen Burg. Das Kloster hatte das Patrozinium Unsere Liebe Frau, die Klosterkirche trug das Patrozinium zum Hl. Kreuz. 
Die Kirche war ein dreischiffiger gotischer Bau mit eigenem Glockenturm, der vermutlich aber (ursprünglich) nicht zu den Klostergebäuden, sondern zu den Verteidigungsanlagen der Burg gehörte. Von den Klostergebäuden und der Klosterkirche haben sich keine Reste erhalten.

## Geschichte
Die Geschichte dieses Klosters ist sehr schlecht dokumentiert. Eine erste urkundliche Nachricht, die die Existenz des Klosters belegt, datiert vom 20. Oktober 1307. Genaue Gründungszeit und Stifter sind urkundlich nicht dokumentiert, doch lassen sich Gründungszeit und Gründer durch die Geschichte Münsterbergs bzw. der Herzogtümer Schweidnitz und Münsterberg einigermaßen sicher erschließen. 
Nach dem Tod des Herzogs Heinrich IV. (1290) fiel der südliche Teil des Herzogtums Breslau an Bolko I. von Schweidnitz, der daraufhin in Münsterberg eine neue Burg erbauen ließ. Außerdem befestigte er die Stadt Münsterberg mit einer Mauer. Im Bereich der Burg, die 1301 erstmals erwähnt ist, gründete er ein Franziskanerkloster. Diesem zeitlichen Rahmen entsprechend variiert die Entstehungszeit des Klosters bei den Autoren, Übereinstimmung herrscht beim Gründer Bolko I. (* um 1253 bis † 1301); kleinere Diskrepanzen bestehen bei der Entstehungszeit. Eduard Mühle gibt eine Entstehungszeit von 1290 bis 1301 an. Heinrich Grüger nennt dagegen eine Gründungszeit von 1295 bis 1300, und Lucius Teichmann nimmt eine Gründung kurz vor 1300 an. 
In der ersten urkundlichen Erwähnung vom 20. Oktober 1307 wird auch der damalige Guardian Hildebrand erwähnt. Er wird 1317 noch einmal als Guardian der Niederlassung erwähnt, allerdings nur als Zeuge in einer Urkunde des Klosters Heinrichau. 1321 wurde das Herzogtum Münsterberg durch Herzog Bolko II., den jüngsten Sohn von Bolko I. begründet.
Der Konvent gehörte von Anfang an zur Sächsischen Ordensprovinz des Franziskanerordens. Münsterberg lag damals im Bistum Breslau.

### Besitzgeschichte
Über den Besitz des Klosters ist nur sehr wenig bekannt. Am 13. Mai 1425 erhielten Guardian und Konvent einen Jahreszins von einem Haus am Ring. Das Signaturbuch des Klosters Heinrichau erwähnt unter dem 4. November 1439, dass der Guardian des Konvents, hern franczken glocz czu munsterberg vom Kloster Heinrichau einen Zins von ½ Mark aus den Dörfern Rätsch und Wiesenthal erhielt. Dieser Guardian ist später (1446) auch als Zeuge in ein Heinrichauer Urkunde aufgeführt.
Der Konvent in Münsterberg war vermutlich immer klein, das Kloster eher unbedeutend. In Münsterberg fand nie ein Provinzkapitel statt. Vermutlich hatte das Kloster auch nicht die Räumlichkeiten um ein Provinzkapitel auszurichten.
Nach Schmies und Rakemann war das Kloster bis 1508 reformiert und hatte die Martinianischen Konstitutionen übernommen. 1518 wurde der Konvent entsprechend der Provinz Saxoniae S. Johannis Baptistae zugeordnet. 1523 wurde die Kustodie Breslau von der Sächsischen Franziskanerprovinz abgetrennt und an die (Observanten-)Böhmischen Ordensprovinz angeschlossen.

### Das Ende des Klosters
In der Reformation sollen die Brüder 1537 vertrieben worden sein. Am 30. November 1541 übergaben die Herzöge Joachim, Heinrich II., Johann und Georg II. von Münsterberg-Oels (auch von Podiebrad) das Kloster, „welches etwann eine Lange zeitt mit Geistlichen Büdern des Ordens Sancti Francisci Bewohnt gewesen, itzund aber durch absterben der Selbigen gantz Öd und wüst gelassen“ der Stadt Münsterberg, mit Ausnahme eines kleinen Hauses, das bereits vergeben war. Die Stadt Münsterberg musste sich aber verpflichten die Gebäude zu unterhalten und zu erhalten. In den Klostergebäuden wurde ein Brauhaus errichtet. 1678 brannten die ehemaligen Klostergebäude und die Klosterkirche ab.

### Der Versuch der Wiederbesiedlung
Am 17. April 1626 bat der Visitator der böhmischen Minoriten den böhmischen Landesherrn Ferdinand II. um die Rückgabe der widerrechtlich entzogenen Klöster in Schweidnitz, Münsterberg, Frankenstein und Striegau. In den zwei letzteren Orten hatte allerdings nie ein Franziskanerkloster bestanden. Kaiser Ferdinand ließ Erkundigungen einholen, aus denen hervorging, dass die Gebäude zwar noch existieren, aber über etwaigen Besitz des Klosters nichts bekannt war. 1655/57 unternahmen die Minoriten einen zweiten Versuch der Rückübertragung, der aber daran scheiterte, dass auch die böhmischen Franziskaner(-Observanten) Anspruch auf das Kloster erhoben. 
Die böhmischen Minoriten versuchten 1725 ein drittes Mal, das Kloster wieder zu bekommen. Die Stadt Münsterberg und auch der Herzog von Münsterberg Fürst Heinrich Joseph von Auersperg waren mit der Rückübertragung einverstanden, wenn der Orden das Kloster auf eigene Kosten wieder aufbaue, und die Stadt nichts dazu beitragen müsse. Außerdem müsse sich der Orden an die städtische Gewerbeordnung (Brauen, Ausschank, Handwerk) genau halten, und eine Lateinschule für die Jugend auf eigene Kosten unterhalten. Eine Wiederbesiedlung des Klosters kam schließlich nicht mehr zustande. Über die Gründe für das Scheitern der Wiederbesiedlung des Klosters bietet die Literatur zwei konträre Meinungen an.
Nach Heinrich Grüger waren dem Orden die Bedingungen zu kostspielig, worauf er das Projekt einer Wiederbesiedlung aufgab. Nach Lucius Teichmann waren die böhmischen Minoriten dagegen nach längeren Verhandlungen schließlich dazu bereit und baten 1739 Kaiser Karl VI. (als böhmischen König) um die erforderliche Genehmigung. Durch den Ersten Schlesischen Krieg, der 1740 ausbrach, kam keine Antwort mehr aus Wien. Mit dem Frieden von Berlin (1742) und der Abtretung des größten Teils von Schlesien an Preußen ließ sich die Wiederbesiedlung des Klosters nicht mehr realisieren.
1749 ließ die Stadt Münsterberg die Klosterkirche und den Glockenturm abbrechen und auf dem Platz einen Pferdestall für die dortige Garnison errichten. 1822 wurde der gesamte Platz eingeebnet und darauf eine Reitbahn geschaffen. Darauf wurde 1835/36 ein massiver Pferdestall für die Garnison errichtet. Das Areal ist heute ein Parkgelände.

### Guardiane und andere Klosteramtsträger
Vorsteher des Konvents war der Guardian. Er wurde vom Provinzialkapitel für drei Jahre ernannt bzw. auf dem Provinzialkapitel gewählt. Wegen der schlechten urkundlichen Überlieferung sind nur zwei Amtsträger bekannt. Die Zahlen in der Tabelle sind lediglich Jahre, in denen die Person erwähnt wurde, nicht der Zeitpunkt der Ernennung (oder die Dauer der Amtszeit).
| Amtszeit         | Guardian                          | Sonstige Klosterämter und Anmerkungen     |
| ---------------- | --------------------------------- | ----------------------------------------- |
| 1307, 1317       | Hildebrand                        |                                           |
| 1420, 1439, 1446 | Franczken Glocz/Franz (von) Glatz | er war 1433, 1434 Guardian in Schweidnitz |